# Durgadakeri, Dharwad
Durgadakeri là một làng thuộc tehsil Dharwad, huyện Dharwad, bang Karnataka, Ấn Độ.